# Erasmus Diviš Krieger
Erasmus Diviš Krieger (německy Erasmus Dionys Krieger, 4. března 1738, Mašťov – 27. prosince 1792, Praha) byl český římskokatolický duchovní, pomocný biskup pražský a od roku 1781 titulární biskup tiberiadský.

## Život
Erasmus Krieger se narodil v roce 1738 v Mašťově na Chomutovsku. Také jeden z jeho bratrů se stal knězem, další bratr byl císařským radou v Plzni.
14. února 1761 byl Krieger v Praze vysvěcen na jáhna a 7. března na kněze. Poté nastoupil na své první místo kaplana v Radonicích, kde od roku 1770 působil jako děkan. 
V roce 1776 se stal kanovníkem svatovítské katedrály v Praze. 17. září 1781 byl Krieger jmenován pomocným biskupem v Praze a titulárním biskupem tiberiadské diecéze. Vysvěcení od papeže Pia VI. se konalo 28. října roku 1781. 
Erasmus Diviš Krieger zemřel v Praze 27. prosince 1792.